# Noah Ngeny
Noah Kiprono Ngeny (Kabenas, 2 novembre 1978) è un ex mezzofondista keniota, campione olimpico dei 1500 metri piani ai Giochi di Sydney 2000.
È l'attuale detentore del record mondiale dei 1000 metri piani, con il tempo di 2'11"96 stabilito il 5 settembre 1999 a Rieti.

## Biografia
Ngeny diventa famoso nel 1997 quando stabilisce due record mondiali juniores: 3'32"91 nei 1500 metri a Monaco e 3'50"41 nel miglio a Nizza. Sotto la guida del suo allenatore Kim McDonald, la sua progressione continua nel 1998, migliorando fino a 3'30"34 nei 1500 metri.
Il 7 luglio 1999 al Golden Gala di Roma, Ngeny è secondo dietro ad Hicham El Guerrouj quando questi stabilisce il record mondiale del miglio (3'43"13). Ngeny fu vicino ad El Guerrouj fino all'arrivo, chiudendo in 3'43"40, ancora oggi seconda prestazione mondiale di sempre.
Il 24 agosto dello stesso anno Ngeny conquista la medaglia d'argento nei 1500 m ai campionati mondiali di Siviglia con il tempo di 3'28"73, dietro ad El Guerrouj (3'27"65). Il 5 settembre seguente Ngeny stabilisce a Rieti in 2'11"96 l'attuale record mondiale dei 1000 metri, battendo un primato vecchio di 18 anni, che apparteneva al britannico Sebastian Coe con 2'12"18.
L'anno seguente Ngeny stabilisce il nuovo record keniota dei 1500 metri, correndo in 3'28"12 al meeting Weltklasse Zürich, in una gara vinta da El Guerrouj in 3'27"21. Il record nazionale stabilito da Ngeny verrà migliorato l'anno successivo da Bernard Lagat in 3'26"34 al meeting di Bruxelles.
Il 29 settembre 2000 nella finale dei 1500 dei Giochi olimpici di Sydney, Hicham El Guerrouj viene sconfitto per la prima volta in quattro anni: a spuntarla è proprio Ngeny, che supera il campione marocchino a 15 metri dall'arrivo. Ngeny in quell'occasione stabilisce anche il record olimpico con 3'32"07, migliorando il precedente di Sebastian Coe, 3'32"53, risalente al 1984.
Sempre nel 2000 Ngeny realizza un altro record personale, con 1'44"49 negli 800 metri corsi il 28 luglio ad Oslo. Il 22 novembre 2006 Ngeny ha annunciato ufficialmente il suo ritiro dalle competizioni.

## Record nazionali

### Seniores
- 1000 metri piani: 2'11"96 ( Rieti, 5 settembre 1999)
- Miglio: 3'43"40 ( Roma, 7 luglio 1999)

## Palmarès
| Anno | Manifestazione    | Sede     | Evento       | Risultato | Prestazione | Note             |
| ---- | ----------------- | -------- | ------------ | --------- | ----------- | ---------------- |
| 1996 | Mondiali juniores | Sydney   | 1500 m piani | 8º        | 3'42"44     |                  |
| 1999 | Mondiali          | Siviglia | 1500 m piani | Argento   | 3'28"73     | Record nazionale |
| 2000 | Giochi olimpici   | Sydney   | 1500 m piani | Oro       | 3'32"07     | Record olimpico  |
| 2001 | Mondiali indoor   | Lisbona  | 1500 m piani | Bronzo    | 3'51"63     |                  |

## Campionati nazionali
1999
- Oro ai campionati kenioti, 1500 m piani - 3'37"0 m

2000
- Oro ai campionati kenioti, 1500 m piani - 3'38"3 m

2001
- Bronzo ai campionati kenioti, 1500 m piani - 3'40"27

## Altre competizioni internazionali
1997
- 9º all'Herculis ( Monaco), 1500 m piani - 3'32"91
- 13º al Memorial Van Damme ( Bruxelles), 1500 m piani - 3'35"45

1998
- 5º alla Grand Prix Final ( Mosca), 1500 m piani - 3'33"81
- Argento al Prefontaine Classic ( Eugene), miglio - 3'52"38
- Bronzo all'Herculis ( Monaco), 1500 m piani - 3'30"34
- 4º al Bauhaus-Galan ( Stoccolma), 1000 m piani - 2'15"77

1999
- Oro alla Grand Prix Final ( Monaco di Baviera), 1500 m piani - 3'28"93
- Oro al Bauhaus-Galan ( Stoccolma), 2000 m piani - 4'50"08
- Argento al Golden Gala ( Roma), miglio - 3'43"40
- Oro al Prefontaine Classic ( Eugene), miglio - 3'52"09
- Oro al Memorial Van Damme ( Bruxelles), 1500 m piani - 3'29"19
- Oro all'Herculis ( Monaco), 1500 m piani - 3'29"79
- Oro all'Athletissima ( Losanna), 1500 m piani - 3'31"18
- Oro al Rieti Meeting ( Rieti), 1000 m piani - 2'11"96

2000
- Oro alla Grand Prix Final ( Doha), 1500 m piani - 3'36"62
- Argento al Weltklasse Zürich ( Zurigo), 1500 m piani - 3'28"12
- Oro al Golden Gala ( Roma), 1500 m piani - 3'29"99
- Oro all'Athletissima ( Losanna), 1500 m piani - 3'31"61
- Oro ai Bislett Games ( Oslo), 800 m piani - 1'44"49

2001
- 4º alla Grand Prix Final ( Melbourne), 1500 m piani - 3'34"76
- Bronzo ai Bislett Games ( Oslo), miglio - 3'50"29
- Bronzo all'Athletissima ( Losanna), 1500 m piani - 3'33"63

2002
- 11º ai Bislett Games ( Oslo), miglio - 3'57"39
- 7º al Meeting de Paris ( Parigi), 800 m piani - 1'45"94

2003
- 9º al Prefontaine Classic ( Eugene), miglio - 3'58"79

2004
- 8º al Meeting de Paris ( Parigi), 1500 m piani - 3'34"06